# Wawelkathedraal
De Wawelkathedraal (Pools: Katedra Wawelska) of Stanislaus-en-Wenceslauskathedraal (Pools: Bazylika archikatedralna św. Stanisława i św. Wacława) is de aan de heiligen Stanislaus en Wencelaus gewijde bisschopskerk van het aartsbisdom Krakau. De kathedraal staat op de Wawelheuvel en is een van de belangrijkste kerken van Polen.

## Geschiedenis
Op de plaats van de huidige kathedraal stonden eerder twee voorgangers: de Sint-Wenceslauskathedraal uit 1020 (verwoest in 1038 door de Boheemse hertog Břetislav I) en de in 1142 ingewijde drieschepige romaanse kathedraal met het graf van de heilige bisschop Stanislaus. Deze werd in 1305 door brand verwoest. Alleen de Sint-Leonarduscrypte en het onderste deel van de zuidelijke toren bleven tot de dag van vandaag bewaard. Enige jaren later startte bisschop Nanker de bouw van een gotische kathedraal. De inwijding van de nieuwe kerk vond plaats op 28 maart 1364.
Omdat Krakau tot 1609 de hoofdstad van Polen was en op de Wawelheuvel de koninklijke residentie stond, diende de kathedraal eveneens als hof- en grafkerk van Poolse vorsten.
In de tweede helft van de 14e eeuw werd de Sigismund-klokkentoren als deel van de vesting gebouwd.
Na de middeleeuwen werden aan de kathedraal meerdere kapellen toegevoegd. Op de zuidelijke zijde van de kathedraal bouwde Bartholomeo Berrecci uit Florence in opdracht van koning Sigismund de beroemde Sigismund-kapel (1517-1533). In deze kunsthistorisch belangwekkende kapel bevinden zich de graven van koning Sigismund I, zijn kinderen, koning Sigismund II en zijn vrouw Anna.
In de 17e eeuw werd in de viering van de kathedraal het mausoleum van de heilige Stanislaus opgericht. Delen van de bouw en het interieur werden in de 18e eeuw gebarokkiseerd.
Voor het huidige aanzien van de kathedraal speelde een renovatie in de jaren 1895-1910 een grote rol. Naast de renovatie werden een aantal barokke elementen van de kerk verwijderd. Eveneens werden nieuwe werken toegevoegd zoals de koninklijke en bisschoppelijke sarcofagen, schilderijen, hekwerk en glas-in-loodvensters.

## Interieur

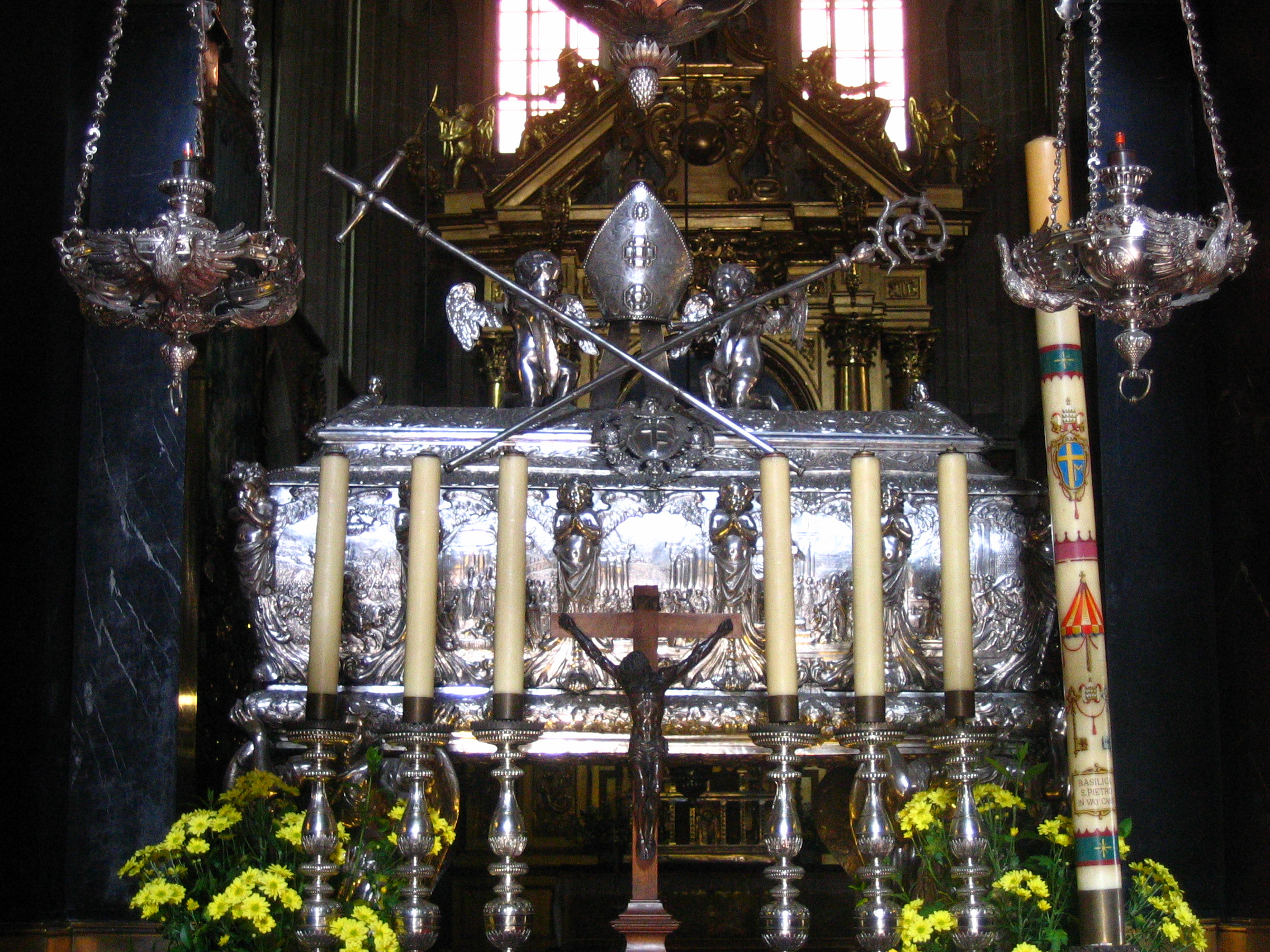
Schrijn met de relieken van Sint-Stanislaus

### Schrijn Sint-Stanislaus
Centraal in de kathedraal staat het mausoleum van Sint-Stanislaus, de bisschop van Krakau die werd vermoord door koning Boleslav II. Het mausoleum heeft een gouden koepel met op de hoeken van de koepel de bronzen beelden van de evangelisten. Op elke hoek bevinden zich aan de pijlers telkens twee beelden van Poolse patroonheiligen. De zilveren schrijn (1670) onder de koepel werd gemaakt door Peter von der Rennen, een goudsmid uit Danzig. De schrijn wordt gedragen door knielende engelen en heeft twaalf reliëfs met voorstellingen over het leven en de wonderen van de heilige. De marmeren graven van vier Krakause prelaten uit de 17e eeuw omringen de schrijn van hun heilige voorganger.

### Hoogaltaar
Het hoogaltaar uit 1650 is een werk van de Italiaanse architect Giovanni Battista Gisleni. Centraal in het altaar bevindt zich een schilderij van de kruisiging.

### Grafmonumenten
Bij de hoofdingang van de kathedraal staat aan de rechterzijde van het kerkschip tussen pilaren het laatgotische grafmonument van Wladislaus II Jagiello. Het van rood marmer gemaakte monument wordt aan de linkerzijde van het schip weerspiegeld door een goede imitatie van een gotische sarcofaag uit 1906 voor koning Wladislaus van Varna, wiens lichaam niet werd teruggevonden na de slag bij Varna. In het einde van de noordelijke beuk bevindt zich het oudste grafmonument van de kerk voor koning Wladislaus IV. Zijn zoon Casimir III de Grote heeft zijn tombe aan de andere zijde van het koor, in het einde van de zuidelijke beuk. Het witte grafmonument van carraramarmer voor de heilige koningin Hedwig bevindt zich tussen de pilaren in het midden van de zuidelijke beuk. In een schrijn liggen haar regalia uitgestald.

### Kapellen
Om de kathedraal rijgen zich achttien met kunstschatten afgeladen kapellen aaneen. Een van de meest bezienswaardige kapellen is de kapel van het Heilig Kruis (de eerste kapel rechts van de hoofdingang). Hier bevinden zich de koninklijke tombe van koning Casimir IV van Veit Stoß uit 1492, een drieluik van Onze-Lieve-Vrouw van Smarten daterend uit het vierde kwart van de 15e eeuw (op de zuidkant van de oostelijke muur), een drieluik van de Heilige Drievuldigheid uit 1467 (aan de noordkant van de oostelijke muur) en het pronkvolle 18e-eeuwse grafmonument van bisschop Cajetan Sołtyka (tegen de westelijke muur). De muren en het gewelf zijn geheel beschilderd met heiligen. De Sigismundkapel is de rustplaats van de laatste leden van het Huis Jagiello. Deze kapel werd in 1519-1533 gebouwd door Bartolomeo Berrecci in opdracht van koning Sigismund I en geldt als een van de mooiste voorbeelden van Toscaanse renaissance ten noorden van de Alpen.

### Orgel
Het orgel gaat terug op een instrument dat in de periode 1502-1506 werd gebouwd. In de loop der tijd werd het orgel herhaaldelijk gerenoveerd en vergroot. Tegenwoordig heeft het orgel 32 registers op twee manualen en pedaal.

## Klokken
De kerk heeft in totaal acht klokken in de beide klokkentorens. De vijf grotere klokken, waaronder de beroemde Sigismundklok, hangen in de Sigismundtoren. De Sigismund-klok, een bronzen klok uit 1520, werd in Krakau gegoten door Hans Behem uit Neurenberg. De klok weegt 13 ton, is 2,41 m hoog met een doorsnee van 2,42 m. De Sigismundklok wordt op religieuze feestdagen en speciale gelegenheden geluid door minstens twaalf personen en is op afstand van 50 km te horen. Drie andere klokken hangen in de andere toren. De derde toren van de kathedraal herbergt een klokmechanisme en twee gongs, die op uren en kwartieren slaan.

## De crypte
In de crypte bevinden zich de tombes van een groot aantal Poolse koningen. Na de ondergang van de monarchie werden staatslieden, dichters en nationale helden in de crypte bijgezet. De meest recente bijzettingen waren die van de bij een vliegtuigongeluk omgekomen president Lech Kaczyński en diens vrouw Maria in april 2010.

## Galerij

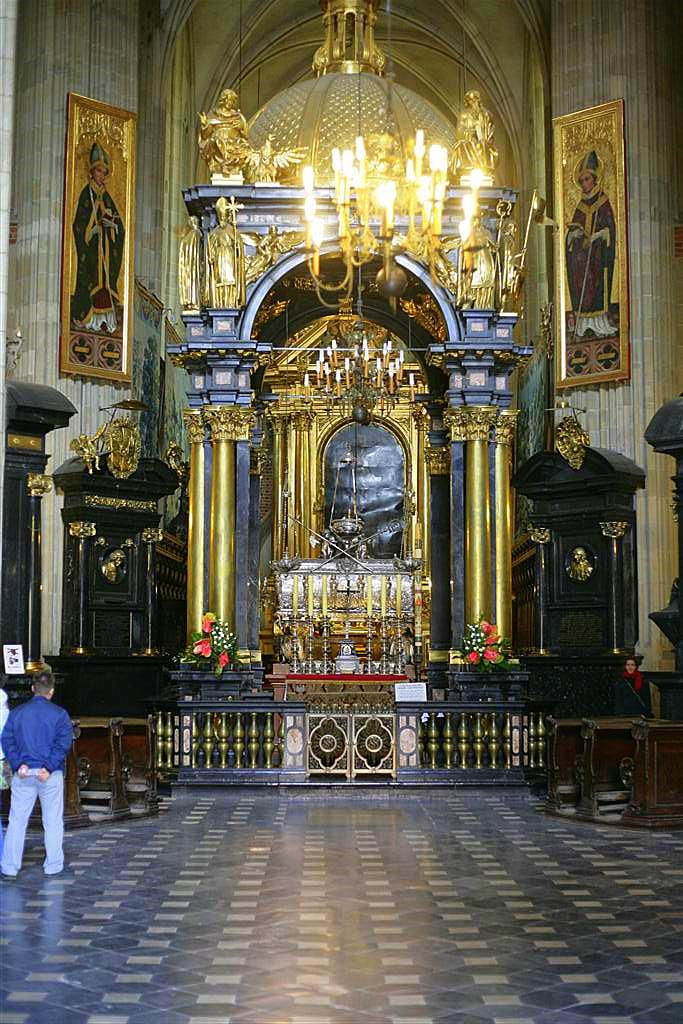
Mausoleum Sint-Stanislaus
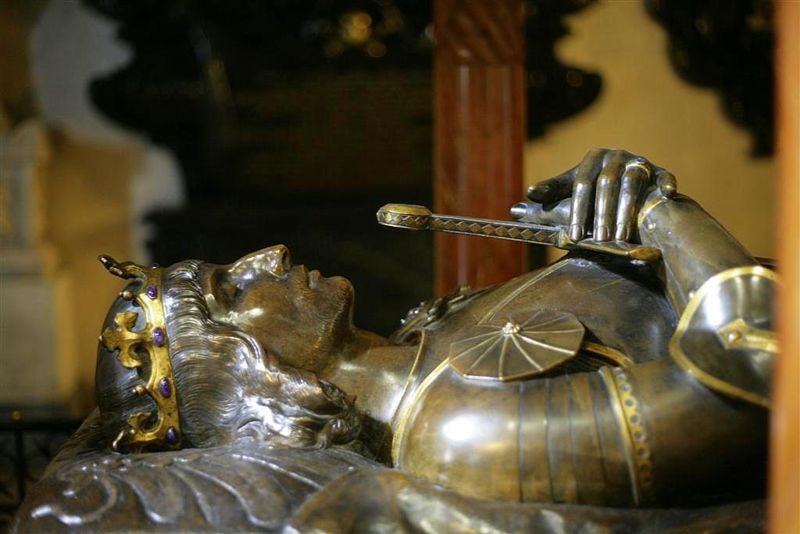
Detail van het 19e-eeuwse grafmonument voor koning Wladislaus van Varna
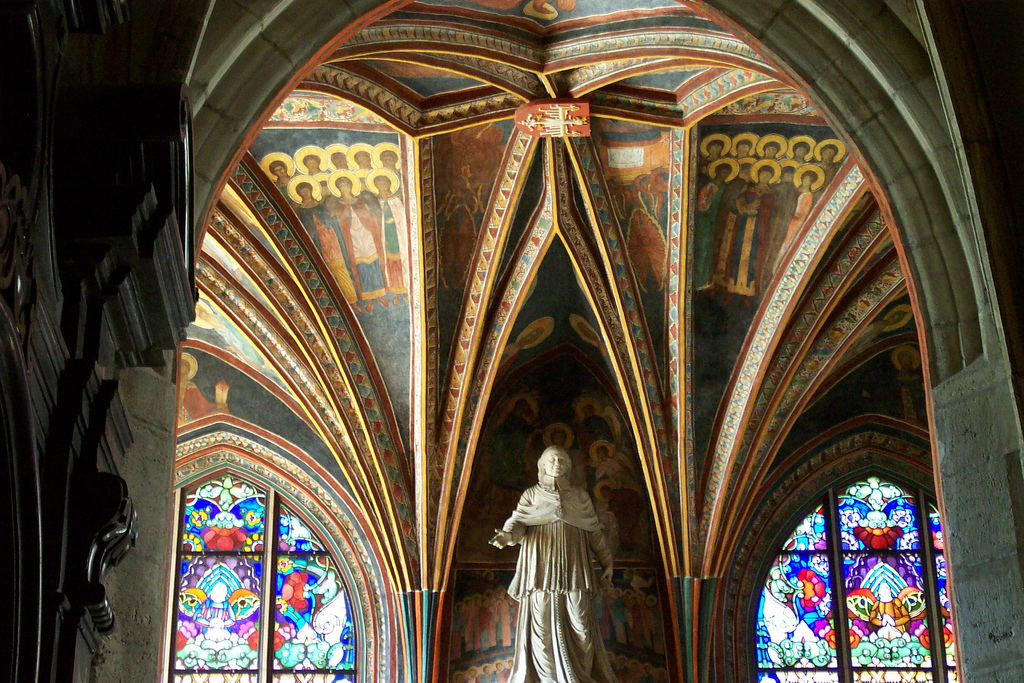
Fresco's in de Heilig Kruiskapel
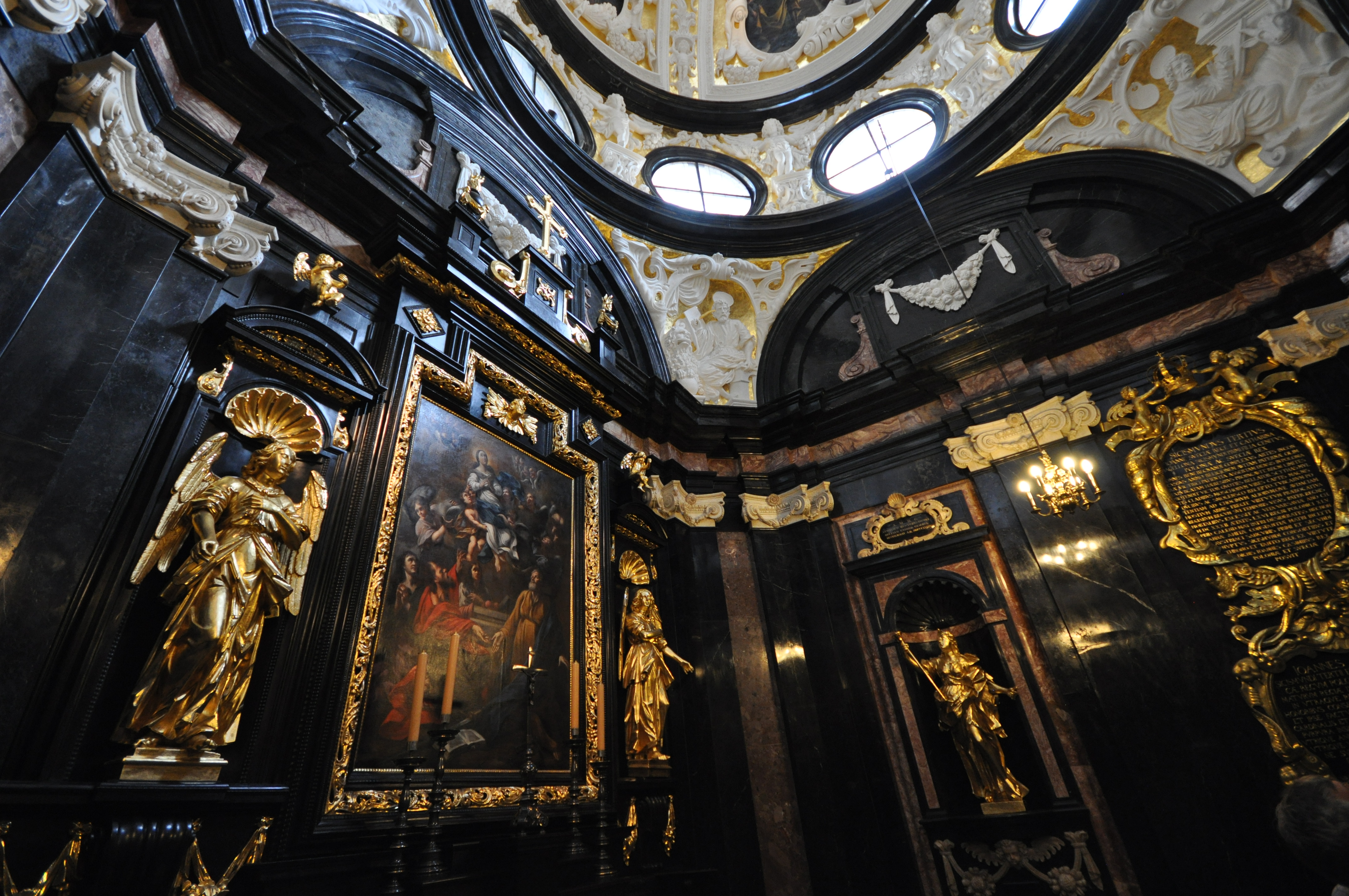
Interieur van de Vasakapel
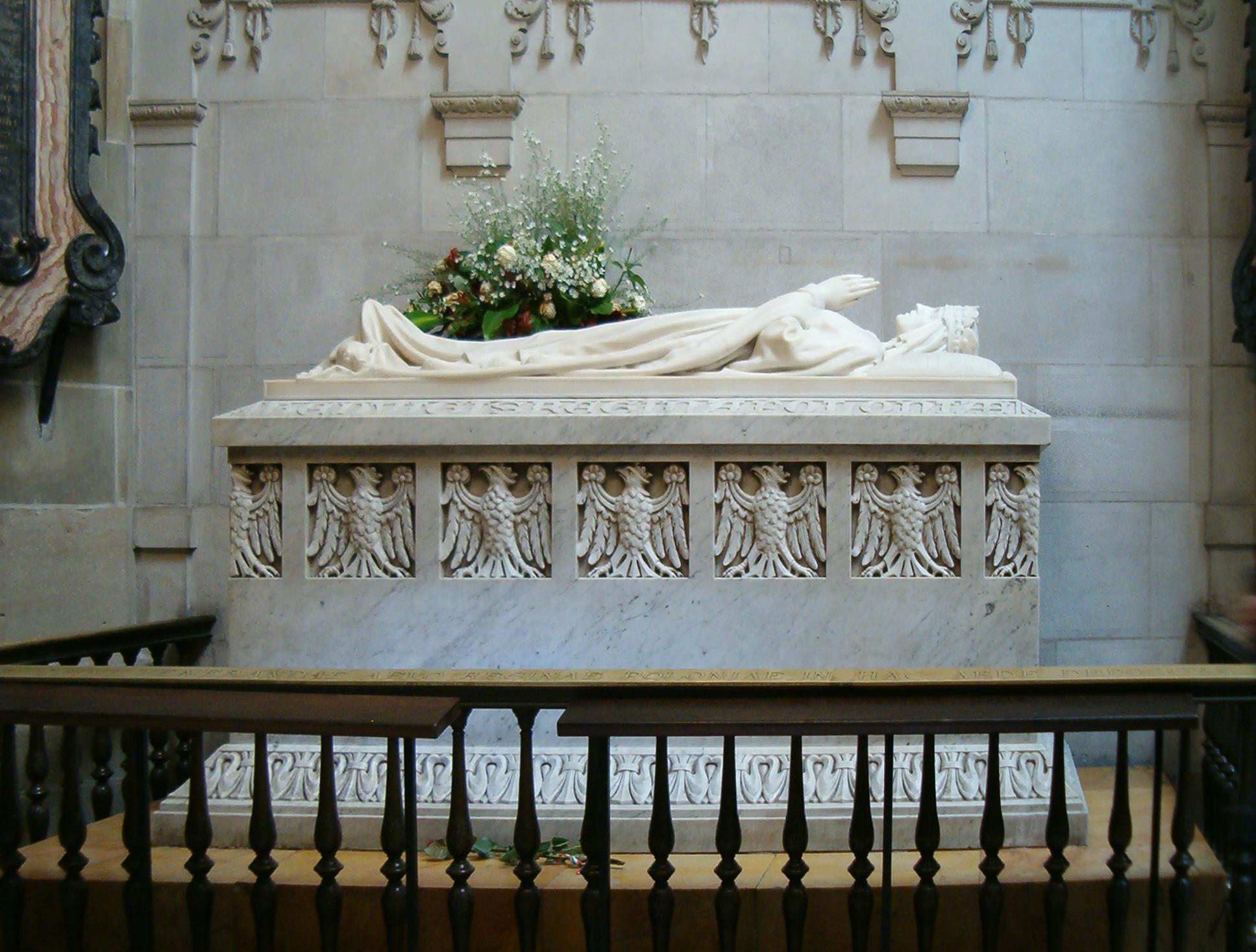
Het grafmonument van koningin Sint-Hedwig
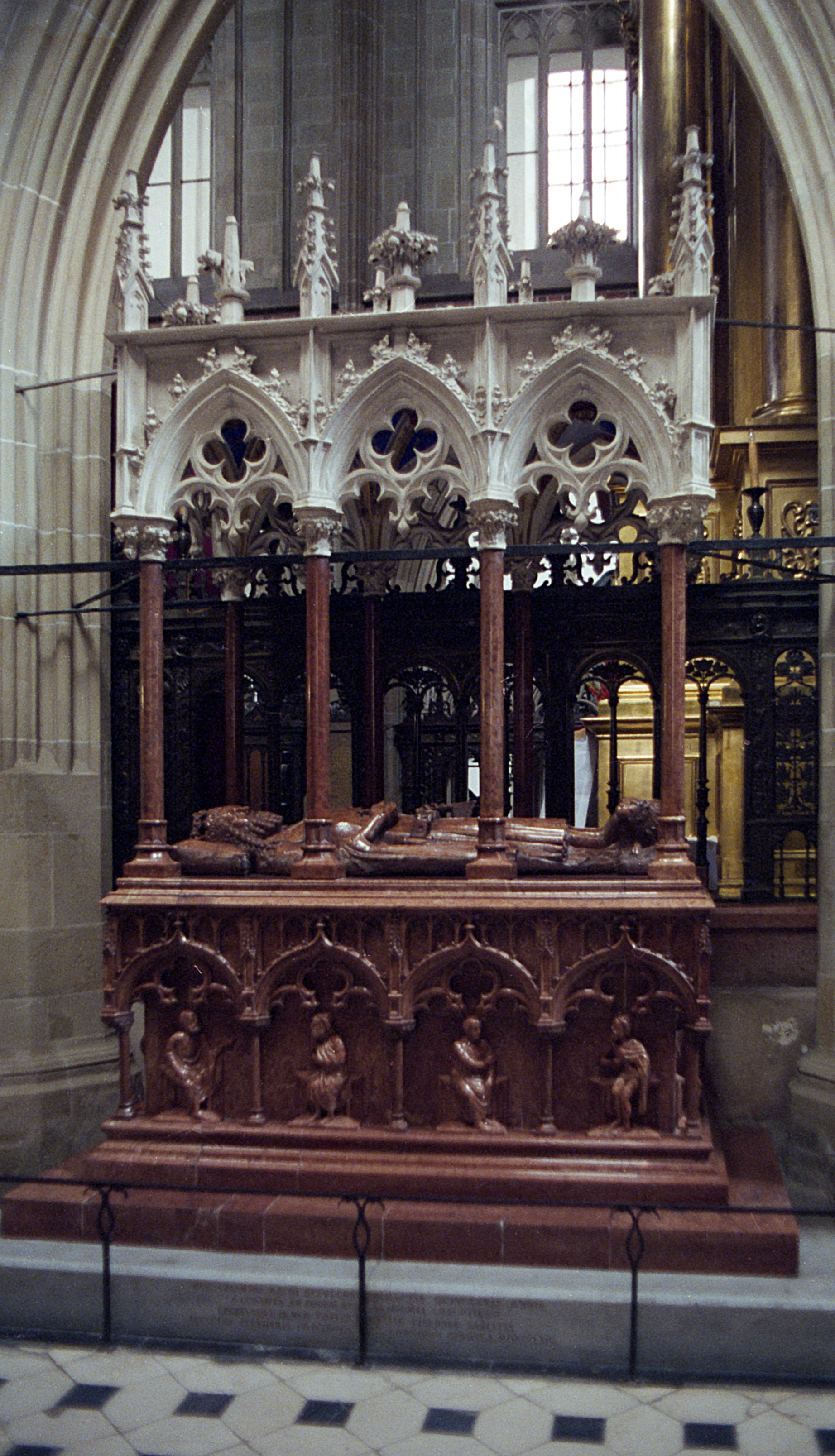
Het grafmonument  van Casimir de Grote